# Pierwszy rząd Janeza Janšy
Pierwszy rząd Janeza Janšy – rząd Republiki Słowenii istniejący od 3 grudnia 2004 do 21 listopada 2008.
Rząd powstał po wyborach parlamentarnych w 2004. Zastąpił gabinet Antona Ropa. Popierała go koalicja, którą tworzyły Słoweńska Partia Demokratyczna (SDS), Nowa Słowenia (NSi), Słoweńska Partia Ludowa (SLS) i Demokratyczna Partia Emerytów Słowenii (DeSUS). Zakończył urzędowanie po wyborach parlamentarnych w 2008, kiedy to powstał rząd Boruta Pahora.

## Skład rządu
- premier: Janez Janša (SDS)
- minister finansów: Andrej Bajuk (NSi)
- minister spraw wewnętrznych: Dragutin Mate (SDS)
- minister spraw zagranicznych: Dimitrij Rupel (bezp.)
- minister sprawiedliwości: Lovro Šturm (NSi)
- minister obrony: Karl Erjavec (DeSUS)
- minister pracy, rodziny i spraw społecznych: Janez Drobnič (NSi, do grudnia 2006), Marjeta Cotman (NSi, od grudnia 2006)
- minister gospodarki: Andrej Vizjak (SDS)
- minister rolnictwa, leśnictwa i żywności: Marija Lukačič (SDS, do stycznia 2007), Iztok Jarc (SDS, od marca 2007)
- minister kultury: Vasko Simoniti (SDS)
- minister środowiska i zagospodarowania przestrzennego: Janez Podobnik (SLS)
- minister transportu: Janez Božič (SLS, do września 2007), Radovan Žerjav (SLS, od września 2007)
- minister edukacji i sportu: Milan Zver (SDS)
- minister zdrowia: Andrej Bručan (SDS, do września 2007), Zofija Mazej Kukovič (SDS, od września 2007)
- minister administracji publicznej: Gregor Virant (bezp.)
- minister szkolnictwa wyższego, nauki i technologii: Jure Zupan (NSi, do września 2007), Mojca Kucler Dolinar (NSi, od października 2007)
- minister bez teki do spraw samorządów i polityki regionalnej: Ivan Žagar (SLS)
- minister bez teki do spraw reform: Jože P. Damijan (bezp., od grudnia 2005 do marca 2006), Žiga Turk (bezp., od marca 2007)